# Stephen Morehouse Avery
Stephen Morehouse Avery (* 20. Dezember 1893 in Webster Groves, Missouri, USA; † 10. Februar 1948 in Los Angeles, Kalifornien, USA) war ein US-amerikanischer Schriftsteller und Drehbuchautor.

## Leben
Stephen Morehouse Avery wuchs als zweiter von drei Söhnen des Ehepaares Charles und Jessie Avery in Webster Groves, einem Vorort von St. Louis auf. Nach dem Schulabschluss besuchte er die University of Missouri in Columbia und arbeitete im Anschluss in Detroit, Michigan, bevor er sich als Autor betätigte.
Avery wurde zu einem erfolgreichen Verfasser von Kurzgeschichten, die in vielen bekannten Magazinen und Zeitungen des Landes gedruckt wurden. 1933 zog es ihn nach Hollywood, wo er auch als Drehbuchautor Erfolg hatte.
Seine größten Erfolge feierte er zusammen mit seinem Kollegen Don Hartman. 1936 wurden sie für den Oscar für die beste Originalgeschichte für den Film The Gay Deception nominiert. Für Jedes Mädchen müsste heiraten (Every Girl Should Be Married) bekamen sie eine Nominierung der Writers Guild of America für den WGA-Award.
Im Zweiten Weltkrieg diente Avery in der US Army als Offizier des Nachrichtendienstes. Für Verwundungen, die er während seiner Stationierung in Nord-Afrika erlitt, wurde ihm das Purple Heart verliehen.
Im Februar 1948 starb Stephen Morehouse Avery in seinem Appartement in Los Angeles an den Folgen eines Herzanfalls.

## Filmografie
- 1934: Jagd nach dem Glück (The Pursuit of Happiness)
- 1935: Sein letztes Kommando (Annapolis Farewell)
- 1935: The Gay Deception
- 1936: The Gorgeous Hussy
- 1942: Thema: Der Mann (The Male Animal)
- 1947: Das tiefe Tal (Deep Valley)
- 1948: Das Geheimnis der Frau in Weiß (The Woman in White)
- 1948: Jedes Mädchen müßte heiraten (Every Girl Should Be Married)